# 源義雄
源 義雄（みなもと の よしかつ）は、平安時代後期の武士。河内源氏、源義忠の五男。

## 略歴
父・義忠が暗殺されると、母方の平家で育てられた。兄に源経国、源義高、源忠宗、源義清がいるが、経国、忠宗が関東にあったのに比べ、義高らと同じく都に住し、平家が勢力を強めるに従って順調な官途を進んだ。